# Pomona (Kalifornija)
Pomona je grad u američkoj saveznoj državi Kalifornija. Prema popisu stanovništva iz 2010. u njemu je živjelo 149.058 stanovnika.